# 名古屋市立北中学校
名古屋市立北中学校（なごやしりつ きたちゅうがっこう）は、愛知県名古屋市北区中味鋺にある名古屋市立中学校。

## 沿革
- 1976年（昭和51年） - 開校[1]。
- 1986年（昭和61年） - 校訓制定[2]。
- 1977年（昭和52年）度 - 北地域スポーツセンターを開設する[3]。
- 1984年（昭和59年）度 - 運動場に照明設備を整備する[3]。

## 教育方針
校訓として、「自主」「創造」「敬愛」を定めている。

## 学校行事
| - 4月：校外学習 - 5月：体力・運動能力調査 - 6月：修学旅行・稲武野外学習 - 7月 - 8月 - 9月：特設授業・体育大会 | - 10月 - 11月：合唱コンクール・芸術鑑賞会 - 12月 - 1月 - 2月：校外学習 - 3月 |

## 通学区域
- 味鋺小学校学区	
  - 楠2丁目・4丁目（各一部）[5]
  - 楠味鋺1丁目～5丁目[5]
  - 中味鋺1丁目～3丁目[5]
  - 東味鋺1丁目～3丁目[5]
- 西味鋺小学校学区	
  - 落合町（一部）[5]
  - 西味鋺1丁目～5丁目[5]

## 交通
- 名古屋市営バス幹栄1号系統 如意住宅・水分橋行 味鋺小学校北停留所下車 南へ徒歩3分[1]
- 名鉄小牧線 味鋺駅下車 西へ徒歩約15分[1]